# Margarete Bonnevie
Pour les articles homonymes, voir Bonnevie.
Margarete Ottilie Bonnevie, née le 13 décembre 1884 à Nes dans le comté de Buskerud et morte le 28 mars 1970 à Oslo, est une écrivaine, femme politique et féministe norvégienne.

## Biographie
Son père, Ole Larsen Skattebøl (1844-1929) est procureur à la Cour suprême de Norvège tandis que sa mère, Karen Christine Poppe Rømcke (1854-1932) est femme au foyer. Née à Nes dans le Bunskerud, elle grandit à Hallingdal où son père est avocat. Elle prend des cours d'arts ménagers, d'artisanat et de musique avant de partir étudier deux ans en France où elle devient traductrice assermentée. Là, elle travaille alors en tant que correspondante pour Norsk Hydro de 1906 à 1913 et écrit des articles sur la littérature française. En 1928, elle publie Ord som lever, un recueil de citations et de slogans et en 1922, elle traduit en norvégien Civilisation de Georges Duhamel.
L'entre-deux-guerres et le krach de 1929 fait reculer les droits des femmes dans le milieu professionnel en Norvège, notamment avec l'idée de Landsorganisasjonen i Norge d'empêcher les deux parents d'une même famille à travailler, ce qui affecte majoritairement les femmes. Margaret Bonnevie décide de se lancer en politique pour contrecarrer leurs projets et en 1928, elle publie un article de protestation dans Dagbladet lorsque la municipalité d'Oslo décide de renvoyer ses fonctionnaires mariées. À la même période, elle est présidente de la Ligue de gauche d'Oslo (Oslo Venstrekvinnelag) et représentante adjointe au conseil municipal de la ville.
Elle publie Ekteskap og arbeidei en 1932 où elle fait référence à John Stuart Mill pour défendre l'égalité des sexes considérant que la « nature de la femme » est en réalité un produit changeant du développement social et que les femmes mariées devraient avoir le droit de travailler. Le livre est le premier dans le pays à développer cette thèse et reste un élément central du féminisme norvégien actuel. Dans tous ses livres, elle a pour objectif de montrer un monde où les femmes sont pleinement impliquées dans l'organisation publique et le travail.
En tant que présidente de l'Association norvégienne pour les droits des femmes entre 1936 et 1946, Margarete Bonnevie contribue à la revitalisation du mouvement pour les droits des femmes en Norvège en plaidant pour les réformes pour aider les femmes à avoir une carrière grâce à des crèches, des garderies et l'accès au temps partiel. Elle s'intéresse à la rémunération des femmes, demandant un salaire égal et un versement d'une pension alimentaire par enfant aux mères. Sur le sujet du droit de vote des femmes, elle considère que les femmes doivent être autorisée à voter car elle n'ont plus besoin de l'aide des hommes pour faire des choix législatifs. Elle quitte son poste de présidente en 1946 mais reste une membre active jusqu'à la fin de sa vie.
Dans son ouvrage de 1948, Patriarkatets siste skanse, elle développe l'idée que la chute du patriarcat et le combat pour la libération des femmes sont primordiales pour changer la division genrée et la distribution des tâches ménagères dans un couple. Cette idée a trente ans d'avance sur les combats féministes en Norvège.
Libérale-démocrate, antifasciste, elle est membre de Venstre qu'elle considère comme le seul parti vraiment radical. En 1956, elle est parmi les membres fondateurs de l'Association humaniste norvégienne et siège au conseil d'administration pendant deux ans.
Elle meurt le 28 mars 1970 et est enterrée dans la tombe familiale avec son père, sa belle-mère Susanne et l'un de ses frères Kristian au Cimetière de Notre-Sauveur à Oslo. Elle laisse ses papiers à la Bibliothèque universitaire de l'Université d'Oslo pour qu'ils soient disponibles pour les chercheurs en études de genre.

## Vie privée
Mariée à l'avocat Thomas Bonnevie, sa belle-sœur est la généticienne Kristine Bonnevie.

## Œuvres
Parmi ses œuvres se trouve :
- Ord som lever, 1928
- Ekteskap og arbeide, 1932
- Familiekrisen of botemidler mot den, 1935
- Patriarkatets siste skanse, 1948
- Fra mannssamfunn til menneskesamfunn, 1955
- Fra likestilling til undertrykkelse, 1964